# Guan Zhen
Guan Zhen (關震T, 关震S, Guān ZhènP; Tientsin, 6 febbraio 1985) è un ex calciatore cinese, di ruolo portiere.